# Zwei zu eins
Zwei zu eins (auch 2:1, internationaler englischsprachiger Titel Two to One) ist eine Filmkomödie von Natja Brunckhorst. In dem auf realen Begebenheiten beruhenden Film spielen Sandra Hüller, Max Riemelt und Ronald Zehrfeld Freunde, die kurz nach dem Mauerfall Millionen DDR-Mark finden und versuchen, sie in Westmark umzutauschen. Zwei zu eins hatte Ende Juni 2024 beim Filmfest München Premiere und kam Ende Juli 2024 in die deutschen Kinos.

## Handlung
Robert, Volker und Maren sind seit ihrer Kindheit beste Freunde und leben in Halberstadt. Als sie eines Tages im Juli 1990 zufällig entdecken, dass in einem alten Schacht in ihrer Nähe Millionen Banknoten des ehemaligen DDR-Gelds eingelagert wurden, beschließen sie, Teile des Gelds zu stehlen und nach und nach in D-Mark umzutauschen. Sie schmuggeln Rucksäcke voll Geld heraus und entwickeln gemeinsam mit ihren Freunden und Nachbarn ein ausgeklügeltes System für den Umtausch.

## Produktion

### Regie, Drehbuch und Filmtitel
„Diese Zeit, das Jahr 1990, gab es nicht noch einmal in Deutschland. […]. Es war eine Zeit voller Umbruch und Möglichkeiten, wo alles durcheinandergekommen ist. Das ist natürlich erzählerisch gesehen für einen Filmemacher eine tolle Zeit.“

Regie führte Natja Brunckhorst, die auch das auf realen Begebenheiten beruhende Drehbuch schrieb. Es handelt sich nach der Tragikomödie Alles in bester Ordnung um ihren zweiten Langfilm als Regisseurin. Als Schauspielerin ist Brunckhorst insbesondere für die Titelrolle in dem Film Christiane F. – Wir Kinder vom Bahnhof Zoo von Uli Edel bekannt.
Für Zwei zu eins ließ sich Brunckhorst von der Geschichte um den „Schatz von Halberstadt“ inspirieren. Nach der Währungsumstellung von Ost-Mark auf „Westgeld“ lagerte die DDR-Staatsbank Millionen wertlos gewordene DDR-Geldscheine in Halberstadt in einem nicht mehr benutzten Stollen ein. Der Schatz wurde eingemauert und eingeschlämmt, jedoch verschafften sich Diebe später illegal Zutritt zu dem Stollen und den Geldscheinen. Der Filmtitel bezieht sich auf den Umtauschkurs der Ostmark in D-Mark am 1. Juli 1990.

### Besetzung, Filmförderung und Dreharbeiten
Sandra Hüller spielt Maren und Max Riemelt und Ronald Zehrfeld ihre besten Freunde Robert und Volker. Alle drei Schauspieler wurden in der DDR geboren. Riemelt und Zehrfeld waren mehrere Jahre in der Krimiserie Im Angesicht des Verbrechens in der Rolle von zwei Berliner Polizisten zu sehen. Gemeinsam standen alle drei Hauptdarsteller zuletzt in Annika Pinskes Filmdrama Alle reden übers Wetter vor der Kamera. Peter Kurth spielt Roberts „Marke“ genannten Onkel und Ursula Werner Käte, die gute Seele des Wohnblocks. Martin Brambach spielt Lunkewitz.
Der Film erhielt vom Deutschen Filmförderfonds eine Produktionsförderung in Höhe von 1.025.000 Euro, von der Mitteldeutschen Medienförderung in Höhe von 650.000 Euro, von der Filmförderungsanstalt in Höhe von 475.000 Euro, von der BKM in Höhe von 500.000 Euro, von der Film- und Medienstiftung NRW in Höhe von 400.000 Euro, von der MOIN Filmförderung Hamburg Schleswig-Holstein in Höhe von 300.000 Euro, vom Medienboard Berlin-Brandenburg in Höhe von 200.000 Euro und von der MV Filmförderung GmbH in Höhe von 135.000 Euro. MOIN gewährte zudem eine Verleihförderung in Höhe von 45.000 Euro, die Filmförderungsanstalt in Höhe von 200.000 Euro.
Die Dreharbeiten fanden ab Mitte Juli 2023 in Gera statt und wurden nach 31 Drehtagen im August 2023 in Köln beendet. Zu den Drehorten in Gera zählen das Gebäude der ehemaligen SED-Bezirksleitung am Hauptbahnhof. Weitere Aufnahmen entstanden im Komplexlager 22 in Rothenstein. Dieses wurde 1990 abgeschlossen und ist ein Schwesterlager des Komplexlagers 12 in Halberstadt, wo sich die Geldeinlagerung befand. Als Kameramann fungierte Martin Langer.

### Filmmusik, Marketing und Veröffentlichung
Die Filmmusik komponierten der französische Musiker und Songwriter Amaury Bernier und die deutsche Musikerin Hannah von Hübbenet. Das Soundtrack-Album mit insgesamt 17 Musikstücken wurde zum Kinostart in Deutschland als Download veröffentlicht.
Der erste Trailer wurde Ende April 2024 vorgestellt. Die Premiere des Films erfolgte am 28. Juni 2024 beim Filmfest München, wo er als Eröffnungsfilm gezeigt wurde. Am 25. Juli 2024 kam Zwei zu eins in die deutschen Kinos. Ende August, Anfang September 2024 wird der Film beim Festival des deutschen Films vorgestellt.

## Rezeption
Kathrin Horster fasst „Zwei zu Eins“ in der Südthüringer Zeitung mit dem Fazit Naja zusammen. Ihre Film-Rezension ist überschrieben mit der Schlagzeile Etwas zu viel Ost-West-Klischee.
Hannah Pilarczyk lobt in einer Besprechung des Spiegel den Film als politisches und polyamoröses Experiment, schränkt allerdings ein:
Zwischen modernem Polyamorie-Experiment und kontrafaktischer Wendeutopie, Gaunerkomödie und Agitprop franst »Zwei zu Eins« über seine knapp zwei Stunden Laufzeit mächtig aus.
Dieter Oßwald beschreibt den Film auf Programmkino.de als amüsante, deutsch-deutsche Heist-Komödie der ziemlich lässigen Art zu der sich eine Dreier-Lovestory gesellt. So lakonisch komisch landet die Hüller gelassen den nächsten Coup… Autorin und Regisseurin Natja Brunckhorst hat diesen Story-Schatz entdeckt. Und macht daraus glitzerndes Kino-Gold.
Petra Kuiper nennt den Film in der Westdeutschen Allgemeinen Zeitung ein ostalgisches Befindlichkeits-Drama, das bei aller Heiterkeit einen melancholischen Grundton anschlägt und sich teils behäbig über zwei Stunden zieht.
Ann Mayer lobt in ihrer Filmrezension für den SRF vor allem die Schauspielleistung von Hauptdarstellerin Sandra Hüller, bemängelt allerdings: Nach dem verheissungsvollen Start plätschert die Geschichte ab der zweiten Hälfte oft vor sich hin. Viele der Folgen, die der Raub mit sich bringt, hätte man verdichtet erzählen können.
In deutschen Kinos wurden bis Mitte November 2024 etwa 485.000 Besucher gezählt.

## Auszeichnungen
Zwei zu eins wurde von den Produzenten des Films für die Auswahl des deutschen Beitrags für die Oscarverleihung 2025 eingereicht. Im Folgenden eine Auswahl von Nominierungen.
Festival des deutschen Films 2024
- Nominierung für den Filmkunstpreis
- Nominierung für den Rheingold Publikumspreis[16]

Filmfest München 2024
- Nominierung für den Förderpreis Neues Deutsches Kino – Regie Natja Brunckhorst
- Nominierung für den Förderpreis Neues Deutsches Kino – Schauspiel (Anselm Haderer)
- Nominierung für den Förderpreis Neues Deutsches Kino – Schauspiel (Lotte Shirin Keiling)[24]

Glasgow Film Festival 2025
- Runner-up beim Publikumspreis[25]